# Estación de Goppenstein
La estación de Goppenstein es una estación ferroviaria de la localidad suiza de Goppenstein, perteneciente a la comuna suiza de Ferden, en el Cantón del Valais.

## Historia y situación

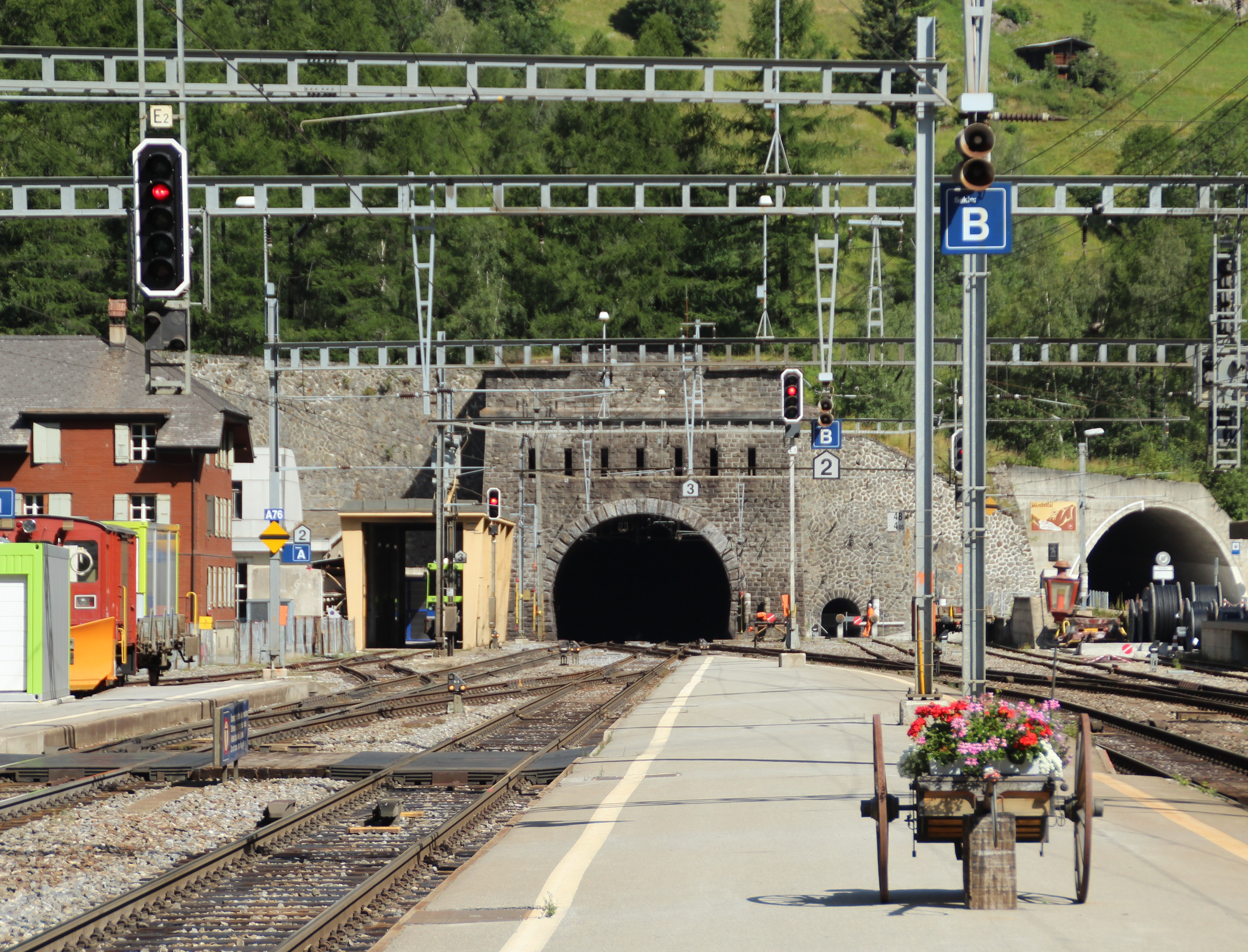
Boca sur del túnel del Lötschberg

La estación de Goppenstein fue inaugurada en el año 1913 con la puesta en servicio del tramo Frutigen - Brig de la línea Berna - Thun - Spiez - Brig, también conocida como  Berna - Lötschberg - Simplon por parte del Bern-Lötschberg-Simplon-Bahn (BLS). BLS pasaría a ser denominada en 1997 como BLS Lötschbergbahn, que al fusionarse en 2006 con Regionalverkehr Mittelland AG pasaría a ser BLS AG. En 2007 el tramo Frutigen - Brig perdió la mayor parte de su tráfico ferroviario con la apertura del túnel de base de Lötschberg.
Se encuentra ubicada en el centro del núcleo urbano de Goppenstein. Cuenta con dos andenes, uno central y otro lateral, a los que acceden tres vías pasantes, a las que hay que sumar una vía pasante más y varias vías muertas. Además, existe un pequeño cargadero de coches, puesto que existe un servicio de transporte ferroviario de automóviles (una especie de autoexpreso) entre Kandersteg y Goppenstein en invierno. En el norte de la estación se encuentra la boca sur del túnel de Lötschberg inaugurado en 1913, que cuenta con una longitud de 14,6 km, situándose la boca norte en la estación de Kandersteg.
En términos ferroviarios, la estación se sitúa en la línea Berna - Thun - Spiez - Brig. Sus dependencias ferroviarias colaterales son la estación de Kandersteg hacia Berna y la estación de Hohtenn en dirección Brig.

## Servicios ferroviarios
Los servicios ferroviarios de esta estación están prestados por BLS:

### Regionales
- RE Berna - Thun - Spiez - Frutigen - Brig. Trenes cada hora, siendo el único servicio de viajeros regular que usa la línea (junto a los CNL), y permite dar servicio a los pueblos y comunas del tramo Frutigen - Brig.